# Polytechnique (métro de Paris)
Pour les articles homonymes, voir Polytechnique et Polytechnique (film).
Ne doit pas être confondu avec École polytechnique (France).
Polytechnique est une future station du métro de Paris qui sera située le long de la ligne 18 à Palaiseau, dans l'Essonne. Destinée à être ouverte en 2026, elle desservira notamment Télécom Paris et l'École polytechnique. Elle devrait voir passer 20 000 voyageurs par jour. Elle est une des trois stations aériennes de la ligne, construite sur le viaduc de 6,7 km qui la parcourt.

## Situation sur le réseau
La station est située entre les stations Université Paris-Saclay  et Massy - Palaiseau, sur le plateau de Saclay, à proximité de Télécom Paris et l'école polytechnique

## Histoire
L’architecture du futur bâtiment a été réalisée par Benthem Crouwel Architects et Atelier Novembre. Son trafic pourrait atteindre le nombre de 20 000 voyageurs par jour.
La station portait le nom provisoire de Palaiseau. Elle porte ensuite le nom de la chimiste Marguerite Perey pour finalement adopter le nom plus explicite de Polytechnique.
Implantée sur le parking actuel du site de Danone, au croisement de l’avenue de la Vauve et du boulevard Monge, la gare participe au maillage du réseau de transport sur le plateau de Saclay, à l’échelle de la métropole et des aéroports. Entre fin 2021 et septembre 2023, deux poutres de lancement ont œuvré pour construire le viaduc de la ligne 18 qui constituera la partie aérienne de celle-ci. Depuis le 3e trimestre 2022, Chantiers Moderne Construction s'est installé pour réaliser la gare. 

## À proximité
- École polytechnique
- Télécom Paris
- ENSAE
- ENSTA
- Agro ParisTech
- SupOptique
- Télécom SudParis
- Institut Mines-Télécom
- Université paris-Saclay